# Saint-Nazaire-d'Acton
Saint-Nazaire-d'Acton è un comune del Canada, situato nella provincia del Québec, nella regione di Montérégie.